# Margherita d'Orléans
Principessa Margherita Adelaide Maria d'Orléans, (in francese: Marguerite Adélaïde d'Orléans; in polacco: Małgorzata Adelajda Orleańska; Parigi, 16 febbraio 1846 – Parigi, 25 ottobre 1893) fu un membro del Casato d'Orléans ed una principessa di Francia per nascita. Attraverso il suo matrimonio con il Principe Władysław Czartoryski divenne membro del Casato Czartoryski.

## Biografia

### Infanzia

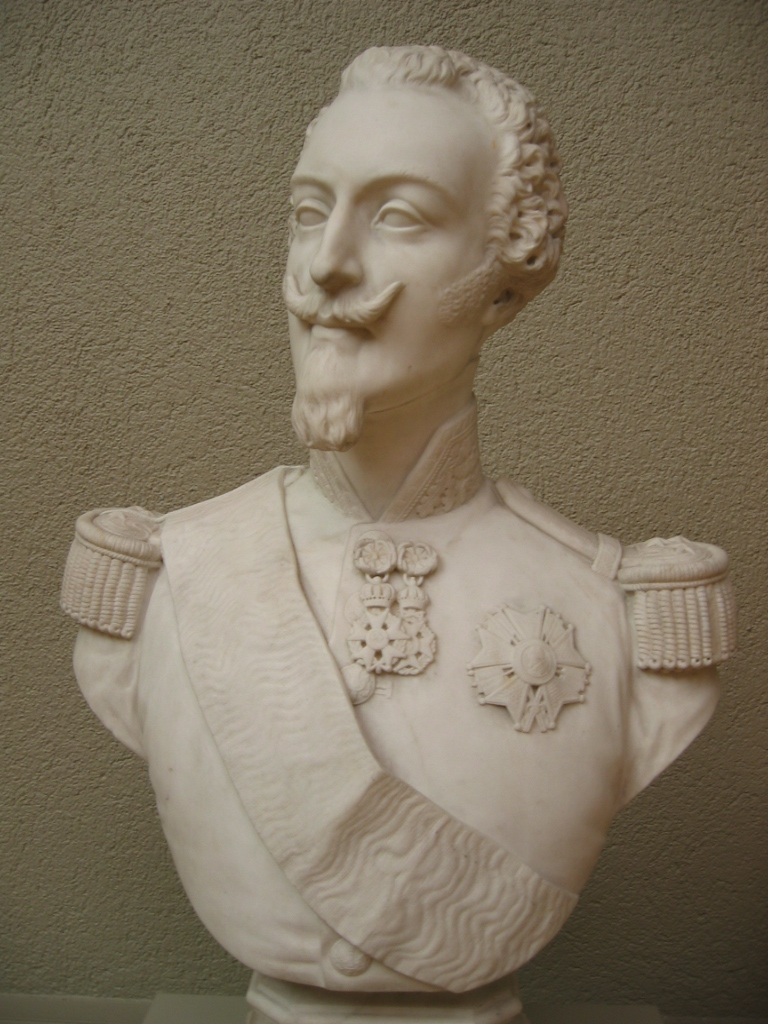
Busto del Duca di Nemours, scolpito nel 1845 da Auguste Clésinger, conservato al Museo di Belle Arti e di Archeologia di Besançon

Margherita era la terzogenita del Principe Luigi, duca di Nemours e della Principessa Vittoria di Sassonia-Coburgo-Gotha

### Matrimonio

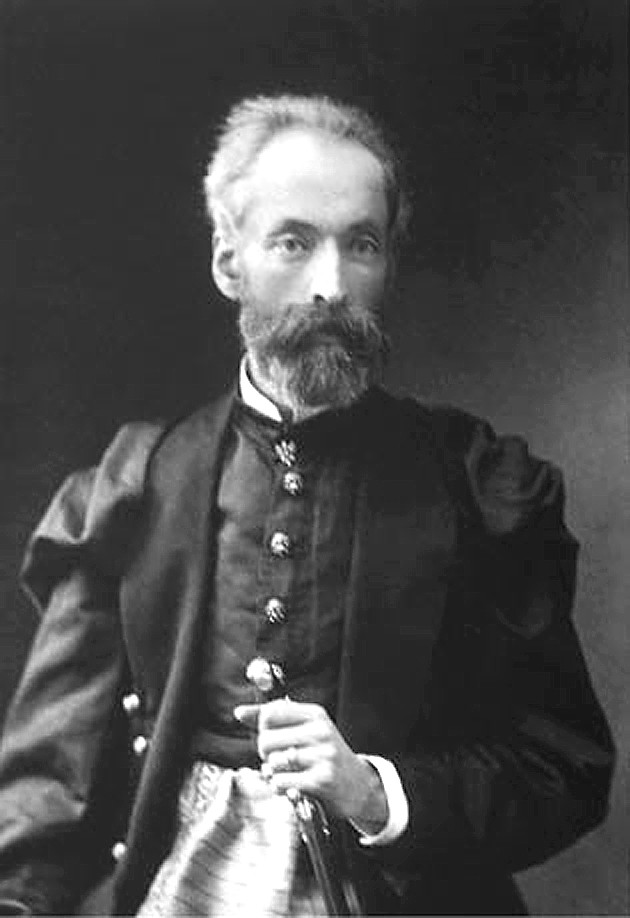
Władysław Czartoryski

Nel 1862 sposò il principe Władysław Czartoryski, che apparteneva ad una delle più ricche famiglia nobili polacche; il matrimonio venne però celebrato religiosamente solo nel 1872.

### Morte

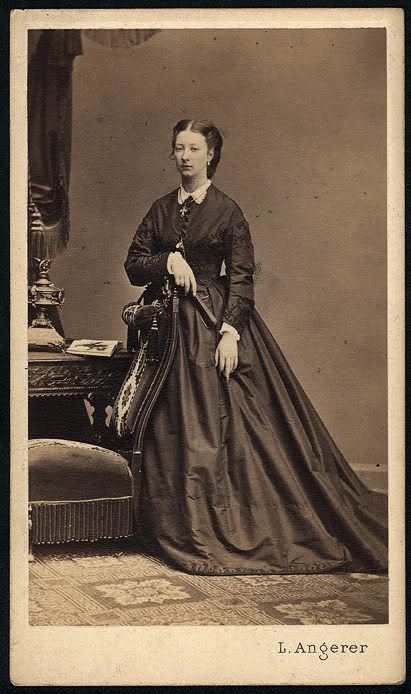
Margherita Adelaide Czartoryska

La principessa Margherita Adelaide morì il 25 ottobre 1893 a Parigi.

## Discendenza
Margherita Adelaide e Władysław Czartoryski ebbero due figli maschi:
- Principe Adam Ludwik Czartoryski (1872-1937)
- Principe Witold Kazimierz Czartoryski (1876-1911).

## Titoli e trattamento
- 16 febbraio 1846 – 15 gennaio 1872: Sua Altezza Reale, la principessa Margherita Adelaide d'Orléans
- 15 gennaio 1872 – 24 ottobre 1893: Sua Altezza Reale, la principessa Margherita Adelaide Czartoryska

## Ascendenza
|                                                 |                                              |                                                     | Genitori                                         |  |  | Nonni |  |  | Bisnonni                            |  |  | Trisnonni                          |  |
|                                                 |                                              |                                                     |                                                  |  |  |       |  |  | Luigi Filippo II di Borbone-Orléans |  |  | Luigi Filippo I di Borbone-Orléans |  |
|                                                 |                                              |                                                     |                                                  |  |  |       |  |  | Luigi Filippo II di Borbone-Orléans |  |  | Luigi Filippo I di Borbone-Orléans |  |
|                                                 |                                              | Luisa Enrichetta di Borbone-Conti                   |                                                  |  |  |       |  |  | Luigi Filippo II di Borbone-Orléans |  |  |                                    |  |
| Luigi Filippo di Francia                        |                                              |                                                     |                                                  |  |  |       |  |  | Luigi Filippo II di Borbone-Orléans |  |  |                                    |  |
|                                                 |                                              | Luisa Maria Adelaide di Borbone-Penthièvre          | Luigi Giovanni Maria di Borbone-Penthièvre       |  |  |       |  |  |                                     |  |  |                                    |  |
|                                                 |                                              | Luisa Maria Adelaide di Borbone-Penthièvre          | Luigi Giovanni Maria di Borbone-Penthièvre       |  |  |       |  |  |                                     |  |  |                                    |  |
|                                                 |                                              | Luisa Maria Adelaide di Borbone-Penthièvre          | Maria Teresa d'Este                              |  |  |       |  |  |                                     |  |  |                                    |  |
| Luigi d'Orléans, Duca di Nemours                |                                              | Luisa Maria Adelaide di Borbone-Penthièvre          |                                                  |  |  |       |  |  |                                     |  |  |                                    |  |
|                                                 |                                              | Ferdinando I delle Due Sicilie                      | Carlo III di Spagna                              |  |  |       |  |  |                                     |  |  |                                    |  |
|                                                 |                                              | Ferdinando I delle Due Sicilie                      | Carlo III di Spagna                              |  |  |       |  |  |                                     |  |  |                                    |  |
|                                                 |                                              | Ferdinando I delle Due Sicilie                      | Maria Amalia di Sassonia                         |  |  |       |  |  |                                     |  |  |                                    |  |
| Maria Amalia di Borbone-Due Sicilie             |                                              | Ferdinando I delle Due Sicilie                      |                                                  |  |  |       |  |  |                                     |  |  |                                    |  |
|                                                 |                                              | Maria Carolina d'Asburgo-Lorena                     | Francesco I di Lorena                            |  |  |       |  |  |                                     |  |  |                                    |  |
|                                                 |                                              | Maria Carolina d'Asburgo-Lorena                     | Francesco I di Lorena                            |  |  |       |  |  |                                     |  |  |                                    |  |
|                                                 |                                              | Maria Carolina d'Asburgo-Lorena                     | Maria Teresa d'Austria                           |  |  |       |  |  |                                     |  |  |                                    |  |
| Principessa Margherita Adelaide d'Orléans       |                                              | Maria Carolina d'Asburgo-Lorena                     |                                                  |  |  |       |  |  |                                     |  |  |                                    |  |
|                                                 | Francesco, Duca di Sassonia-Coburgo-Saalfeld | Ernesto Federico, Duca di Sassonia-Coburgo-Saalfeld |                                                  |  |  |       |  |  |                                     |  |  |                                    |  |
|                                                 | Francesco, Duca di Sassonia-Coburgo-Saalfeld | Ernesto Federico, Duca di Sassonia-Coburgo-Saalfeld |                                                  |  |  |       |  |  |                                     |  |  |                                    |  |
|                                                 | Francesco, Duca di Sassonia-Coburgo-Saalfeld | Sofia Antonia di Brunswick-Wolfenbüttel             |                                                  |  |  |       |  |  |                                     |  |  |                                    |  |
| Principe Ferdinando di Sassonia-Coburgo e Gotha | Francesco, Duca di Sassonia-Coburgo-Saalfeld |                                                     |                                                  |  |  |       |  |  |                                     |  |  |                                    |  |
|                                                 |                                              | Augusta di Reuss-Ebersdorf                          | Enrico XXIV, Conte Reuss di Ebersdorf            |  |  |       |  |  |                                     |  |  |                                    |  |
|                                                 |                                              | Augusta di Reuss-Ebersdorf                          | Enrico XXIV, Conte Reuss di Ebersdorf            |  |  |       |  |  |                                     |  |  |                                    |  |
|                                                 |                                              | Augusta di Reuss-Ebersdorf                          | Carolina Ernestina di Erbach-Schönberg           |  |  |       |  |  |                                     |  |  |                                    |  |
| Vittoria di Sassonia-Coburgo-Kohary             |                                              | Augusta di Reuss-Ebersdorf                          |                                                  |  |  |       |  |  |                                     |  |  |                                    |  |
|                                                 |                                              | Ferencz József Koháry de Csábrág                    | Ignaz Koháry de Csábrág                          |  |  |       |  |  |                                     |  |  |                                    |  |
|                                                 |                                              | Ferencz József Koháry de Csábrág                    | Ignaz Koháry de Csábrág                          |  |  |       |  |  |                                     |  |  |                                    |  |
|                                                 |                                              | Ferencz József Koháry de Csábrág                    | Maria Anna von Cavriani                          |  |  |       |  |  |                                     |  |  |                                    |  |
| Maria Antonia di Koháry                         |                                              | Ferencz József Koháry de Csábrág                    |                                                  |  |  |       |  |  |                                     |  |  |                                    |  |
|                                                 |                                              | Maria Antonia di Waldstein-Wartenberg               | Giorgio Cristiano, Conte di Waldstein-Wartenberg |  |  |       |  |  |                                     |  |  |                                    |  |
|                                                 |                                              | Maria Antonia di Waldstein-Wartenberg               | Giorgio Cristiano, Conte di Waldstein-Wartenberg |  |  |       |  |  |                                     |  |  |                                    |  |
|                                                 |                                              | Maria Antonia di Waldstein-Wartenberg               | Contessa Elisabeth Ulfeldt                       |  |  |       |  |  |                                     |  |  |                                    |  |
|                                                 |                                              | Maria Antonia di Waldstein-Wartenberg               |                                                  |  |  |       |  |  |                                     |  |  |                                    |  |